# Karl August von Schütz (Beamter)
Karl August von Schütz, auch Carl August von Schütz (* 24. April 1777 in Berlin; † 6. Mai 1837 in Köln) war ein preußischer Beamter.

## Leben
Karl August von Schütz war der Sohn des Geheimen Oberfinanzrates Johann Georg Schütz (1736–1809), der am 10. Juli 1803 gemeinsam mit seinen Söhnen in den Adelsstand erhoben wurde, und dessen Ehefrau Esther (* 8. November 1743; † 6. Dezember 1815), eine Tochter des Kaufmanns Jacob Devrient. Seine Geschwister waren:
- Wilhelm von Schütz, deutscher Dichter und Essayist;
- Esther Wilhelmine Henriette von Schütz (1779–1794);
- Eleonore Sophie Friederike von Schütz (1781–unbekannt), verheiratet mit dem Kaufmann Pietsch;
- Johann Georg Ferdinand von Schütz (1783–1845), geheimer Regierungsrat in Minden.

Nach seiner schlechten schulischen Leistung erhielt er nicht das Zeugnis zur Reife zur höheren Klasse, so dass sein Vater beschloss, ihn die sogenannte kleine Karriere machen zu lassen, nach der er nur in einer untergeordneten Stelle tätig sein konnte.
1793 verließ er das Elternhaus und ging als Supernumeral (Beamtenanwärter) nach Ruppin. Dort veränderte sich seine Wissbegier, die Merkfähigkeit und das Interesse an den Wissenschaften. Nun versuchte er in seiner Freizeit alle abgebrochenen Studien des Gymnasiums nachzuholen, überwiegend durch das Lesen wissenschaftlicher Werke, vor allem der Naturwissenschaften, Geschichte, Länder- und Völkerkunde. Da er während seines Dienstes nicht lernen konnte, nutzte er die nächtlichen Stunden; um bei seinen Studien nicht einzuschlafen, setzte er seine Füße in kalte Wassereimer.
Von Ruppin wurde er nach kurzer Zeit nach Brandenburg versetzt und von dort aus 1794 nach dem damals der preußischen Krone unterworfenen Warschau und arbeitete dort einige Zeit in einer Dienststelle des Zolls. Von da aus wurde er nach Szczuezyn im preußischen Polen versetzt. 1804 erfolgte dort seine Ernennung zum Kanzleidirektor bei der Akzise- und Zolldirektion; am 3. September 1804 wurde er zum Ober-Akzise- u. Zollrat befördert sowie Provinz-Kassenrendant und war somit Nachfolger von Johann Carl Troschel (1762–1818). 1806 wechselte er mit dem Kollegium nach Białystok und wurde Mitte des Jahres Kriegs- und Domänenrat.
Im Frieden von Tilsit wurde 1807 vereinbart, dass Białystok an Russland abgetreten wird; der Kaiser Alexander hatte angeboten, alle preußischen Räte bei der dortigen Kriegs- und Domänenkammer zu übernehmen, um aus ihnen eine Pflanzschule (eine Anstalt, die junge Leute auf ihren künftigen Beruf vorbereitet) für die russische Beamtenklasse zu bilden. Weil in der russischen Zollverwaltung jedoch das Bestechungssystem vorherrschte, lehnte Karl August von Schütz das Angebot der Übernahme ab und kehrte nach seiner Entlassung 1808 nach Berlin zurück.
In Berlin hatte er anfangs keinerlei Aussicht auf eine Anstellung, aber nach einem Jahr erhielt er 1809 die neu geschaffene Stelle als kurmärkischer Regierungsrat in Potsdam, hierbei erhielt er die Unterstützung des Regierungsdirektors Johann Philipp von Ladenberg, des späteren Wirklichen Geheimen Staatsministers, der bereits als Direktor der Kriegs- und Domänenkammer in Białystok sein ehemaliger Vorgesetzter war. In Potsdam trat er in dienstliche und freundschaftliche Beziehungen zum Regierungsdirektor Karl Georg Maaßen. Mit diesem zusammen wurde er 1810 nach Berlin zur Landesrepräsentation (eine Versammlung, die von den Provinzialständen gewählt wurde und über die Gesetzgebung zu beraten hatte, die die persönlichen und Eigentumsrechte der Staatsbürger betrafen) berufen. Nachdem er von dort in seine frühere Dienststellung wieder nach Potsdam zurückgekehrt war, führte ihn ein neuer Ruf in das preußische Finanzministerium und war dort als Regierungsrat in der Abgaben-Deputation tätig.
Im Mai 1812 erhielt er die Ernennung zum Geheimen Obersteuerrat (später erfolgte die Umbenennung in Geheimer Oberfinanzrat). Im Frühling 1813 erhielt er gemeinsam mit dem Wirklichen Geheimen Oberfinanzrat Johann Philipp von Ladenburg und den Geheimen Oberfinanzräten Heinrich von Béguelin und Samuel Ludwig Löffler den Auftrag, bei der Annäherung des französischen Heeres die wichtigsten Dienstpapiere aus Berlin in die Provinz zu bringen. Durch eine Kabinettsordre wurde er zu einem von drei Spezialkommissaren ernannt, die sich mit der Revision der Staatsverwaltung in den Provinzen West- und Ostpreußen beschäftigten, „... in allen Abtheilungen, im ausgedehntesten Sinne des Wortes“.
Nachdem Hans von Bülow am 26. November 1813 zum Finanzminister ernannt worden war, forderte dieser Karl August von Schütz auf, ihn nach Paris zu begleiten, um von da aus die Finanzangelegenheiten zu leiten. Dies führte dazu, dass er mit dem Hauptquartier am Feldzug nach Frankreich teilnahm.
Nach der Rückkehr aus Frankreich wurde er in alle Kommissionen berufen, die die Organisation des indirekten Abgabenwesens im preußischen Staat überarbeiteten. Zusätzlich erhielt er, teils unmittelbar durch allerhöchste Kabinettsordre, weitere Aufträge, zum Beispiel, die Entschädigung der Beamten in Süd- und Neuostpreußen zu überprüfen sowie eine Prüfung des mit Russland geschlossenen Handelsvertrags.
Als er 1823 in die Rheinprovinz im Rahmen einer Dienstreise fuhr, gefiel ihm die Umgebung, und er bat nach seiner Rückkehr in Berlin um die Versetzung auf den Dienstposten des neu geschaffenen Provinzialsteuerdirektors, worauf ihm der König Friedrich Wilhelm III. dieselbe übertrug. Über dreizehn Jahre leitete er in Köln die Verwaltung der indirekten Steuern in der Rheinprovinz. Er trug auch dazu bei, dass das Amt der Provinzial-Steuer-Direktion in mehreren der preußischen Provinzen eingeführt wurde. Zu seinen regulären Aufgaben erhielt er noch weitere, zum Beispiel die Ausführung der Zollvereinsverträge mit dem Großherzogtum Hessen zu prüfen. Diese Aufgabe führte dazu, dass er sehr viel Erfahrung erwarb, weil dieser Vertrag der erste abgeschlossene Vertrag mit einem größeren Land war, bei dem viele Schwierigkeiten überwunden werden mussten, aber eine weitere Ausdehnung solcher Verträge sich als praktisch zeigte, so dass zum Schluss der deutsche Zollverein gegründet wurde. Preußen erkannte später fast ausschließlich nur Vereinsbevollmächtigte an, die einige Zeit mit Karl August von Schütz gearbeitet hatten, so dass das rheinische Direktorat die Pflanzschule der Vereinsbevollmächtigten wurde.
Nach dem Tod des Regierungspräsidenten Daniel Heinrich Delius wurde er an dessen Stelle zum preußischen Bevollmächtigten bei der Rheinschifffahrtszentralkommission ernannt.
1799 heiratete er in 1. Ehe Henriette (1773–nach 1802), Tochter des Oberzolldirektors Leyden aus Szczuczyn; diese Ehe wurde jedoch bereits kurz nach seiner Rückkehr nach Berlin wieder aufgelöst. Aus der Ehe waren drei Kinder hervorgegangen, von diesen ist namentlich bekannt:
- Carl Georg Julius von Schütz (1802–1853), verheiratet mit Dorothea, geb. von Schmelin (1821–1900).

Am 9. Mai 1812 heiratete er Henriette (vor 1812–1863), die Tochter des Regimentsarztes Mäcker in 2. Ehe; auch aus dieser Verbindung hatte er drei Kinder.

## Freimaurer
Seit 1805 gehörte er den Freimaurern an.